# Paul Alexander von Krüdener

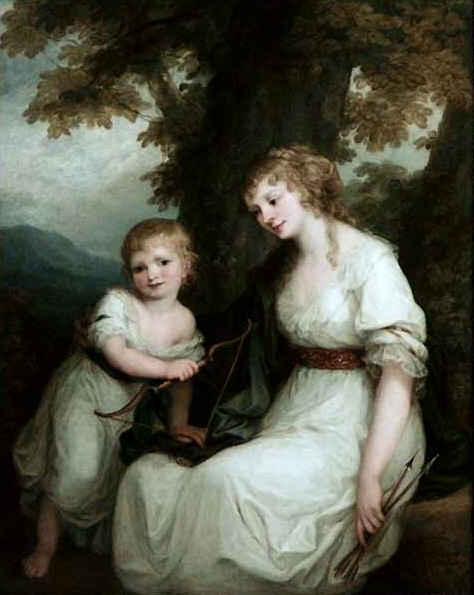
Paul von Krüdener mit seiner Mutter Juliane von Krüdener, gemalt von Angelika Kauffmann 1786

Paul Alexander von Krüdener (russisch Павел Алексеевич Криденер; * 31. Januar 1784 in Sankt Petersburg; † 29. Januarjul. / 10. Februar 1858greg. in Bern) war ein russischer Diplomat im Rang eines Botschafters.

## Leben
Krüdener war Angehöriger des deutsch-baltischen Adelsgeschlecht von Krüdener und der Sohn von Juliane und Burckhard Alexius Constantin von Krüdener und wurde nach dem Großherzog Paul auf den Namen Pawel Alexejewitsch Kridener getauft. Katharina II. von Russland entsandte von Krüdeners Vater als Botschafter in die Republik Venedig. Von Krüdener wuchs daraufhin von 1784 bis 1786 in Venedig, von 1786 bis 1787 in München, von 1787 bis 1794 in Kopenhagen und von 1794 bis 1800 in Madrid auf.
Von Krüdener wurde 1802 Sekretär des russischen Gesandten Graf Maximilian von Alopaeus am Hof von König Friedrich Wilhelm III. von Preußen.
1811 geriet von Krüdener in Straßburg in Haft. Ab 1817 war er kaiserlich russischer Geschäftsträger bei der Eidgenossenschaft in Bern und lud seine Mutter zu sich ein.
Zar Alexander I. war am 19. November 1825 gestorben und dessen Nachfolger Nikolaus I. entsandte von Krüdener von 1827 bis 1837 als Botschafter zu John Quincy Adams in die USA.
Paul von Krüdener war seit 1817 mit Margarethe König aus der Schweiz (1798–1859) verheiratet und hatte mit ihr 5 Kinder.